# استشراب ورقة

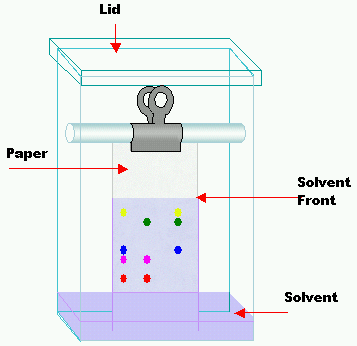
فصل باستخدام كروماتوغرافيا الورق

كروماتوغرافيا الورق هي إحدى طرق التحليل الكيميائية
الكروماتوغرافيا - هي كلمة مكونة من مقطعين: كرومو وتعني لون, وغرافيا وتعني كتابة. وقد سميت بهذا الاسم لأسباب تاريخية حيث كانت تستعمل في البداية لفصل المواد الملونة.

## الكروماتوغرافيا الورقية: Paper Chrmatography
في هذا النوع من الكروماتوغرافيا يتم الفصل للمركبات باستخدام طورين هما:

### 1)الطور المتحرك (Mobile phase)
ويكون مادة سائلة عادة

### 2)الطور الساكن (Stationary phase)
ويكون في الغالب سائل أيضاً محمول على الألياف السليلوزية للورقة، لذلك يطلق عليها أسم كروماتوغرافيا الورق.

## أقسام الكروماتوغرافيا الورقية
تنقسم هذه الطريقة إلى قسمين حسب اتجاه سريان المذيب على الورقة إلى:
- أ‌- الطريقة التصاعدية Ascending حيث يتجة سريان المذيب من أسفل إلى اعلي
- ب‌- الطريقة التنازلية Descending حيث يتجة سريان المذيب من أعلى إلى أسفل الورقة

## أساسيات الكروماتوغرافيا الورقية
- 1- تفصل مكونات المخاليط على أساس اختلاف معامل التوزيع.
- 2- يكون الوسط المتحرك إما مذيب واحد أو خليط من المذيبات.
- 3- تستعمل أشرطة ورق كروماتوجرافيا.
- 4- يتحرك الوسط الثابت خلال الوسط المتحرك بإحدى الطرق التالية:
- الخاصية الشعرية.
- من مركز الدائرة إلى محيطها.
- الجاذبية الأرضية.
- يسمى الشكل الناتج بعد ترك الورقة لتجف كروماتوجرام.
- تسمى المسافة التي يقطعها المكون. (Rf) معامل الإعاقة

## أنواع الورق المستخدم في الكروماتوغرافيا الورقية
- 1. الأوراق المشبعة بالمحاليل العضوية.
- 2. أوراق التبادل الأيوني.
- 3. أوراق كارهة للماء.
- 4. الأوراق ذات البعدين.

## بعض أنواع الأطوار المتحركة المستخدمة في كروماتوغرافيا الورق
- 1. كحول البيوتانول المشبع بحامض الهيدروكلوريك.
- 2. استيل أسيتون المشبع بالماء.
- 3. حامض الخليك الثلجي الحاوي على (5%) من كحول الميثانول
- 4. اثيل - مثيل كيتون.
- 5. كحول الميثانول.

### عامل الإعاقة (ƒR)
ويستفاد من تقنية كروماتوغرافيا الورق في تشخيص المركبات العضوية فقط، حيث يمكن معرفة قيمة عامل الإعاقة (ƒ R) للمركبات، ومن ثم مقارنته مع عامل الإعاقة للمركب القياسي (المعروف الهوية) فإذا تطابق كان المركب مماثل للمركب القياسي أي إن عامل الإعاقة (ƒ R) هو مقياس لسرعة حركة المكون نسبة إلى الطور المتحرك. ويتم قياس المسافة اعتبارا من خط الابتداء، أي من مركز البقعة.
(ƒ R) = بعد مركز البقعة عن نقطة الأصل / بعد المذيب عن نقطة الأصل
في عملية الفصل الكروماتوغرافي نضع قليلا من المخلوط الذي نود فحصه وذلك على الجزء الثابت، ومن ثم نضع هذا الجزء الثابت في سائل يكون عبارة الجزء المتحرك. حيث يقوم السائل بالسريان اخذا معه المخلوط. بطبيعة الحال ليست كل المواد ذات نفس سرعة الحركة على الجزء الثابت وذلك يرجع إلى عاملين اثنين رئيسيين:
1- ميل المادة إلى الالتصاق بالجزء الثابت.
2 - ميل المادة إلى الذوبان في الجزء المتحرك.
إذا لم تكن المادة قابلة للذوبان في الجزء المتحرك , أو إنها لا تلتصق بالجزء الثابت فإن عملية الفصل الكروماتوغرافي مستحيلة.
وبما أن المخلوط المراد فحصه عبارة عن مواد ذات الفة كيماوية (ميل للالتصاق) مختلفة للجزء الثابت، وذات قدرة مختلفة على الذوبان في المذيبات المختلفة، فإن النتيجة تكون الفصل الفيزيائي بين المواد المكونة للمخلوط وذلك على سطح الجزء الثابت. وهكذا يمكن جمع المواد كل على حدة وفحص صفاتها وكمياتها.

## خطوات العمل
1- يتم عمل خط بقلم الرصاص على ورق الترشيح على بعد 5 سم من حافة الورقة ثم ضع إشارات × على مسافات متساوية بعدد المحاليل المجهولة والتي يراد فصل مكوناتها مع كتابة اسم كل محلول أسفل هذه الإشارة.
2- ارفع طرف الورقة من جهة الخط باستخدام ساق زجاجية مثلاً بحيث لا تلامس أي سطح أثناء وضع العينات عليها.
3- باستخدام ماصة (ميكروبيبيت) خذ 3 ميكروليتر من المحلول المجهول وضعه عند العلامة الخاصة به واتركها حتى تجف تماماً. كرر العملية عدة مرات لنفس المحلول مع وضع القطرات على نفس المكان.
4- كرر الخطوة الثالثة لبقية المحاليل الموجودة لديك مع التأكد من وضع كل محلول على العلامة الخاصة به.
يمكن ثني الورقة على شكل اسطوانة ثم تدبيس أطرافها. بحيث يكون الخط المرسوم باتجاه الفتحة السفلى للأسطوانة.
5- ضع المذيب في الوعاء الزجاجي على ارتفاع 3 سم من قاع الوعاء ثم ضع ورقة الفصل بحيث تكون الجهة المرسوم عندها الخط مغموسة في السائل المذيب.
6- أغلق الوعاء واتركه لمدة 12 - 14 ساعة ثم أخرج الورقة وانزع الدبابيس عنها وعلم على المنطقة التي وصل إليها السائل.
7- اترك الورقة حتى تجف تماماً ثم رش الورقة بالمحلول المظهر بواسطة رشاش ثم ضع الورقة في فرن تجفيف عند 80 م لمدة 3 دقائق

## التاريخ
تم اكتشاف الكروماتوغرافيا الورقية عام 1943 بواسطة مارتن وسينج
قدمت لأول مرة وسائل مسح وكشف مكونات النباتات وفصلها وتحديد هويتها. كان انفجار هذا النشاط في هذا المجال بعد عام 1945م.